# Route nationale 28 (France)
Pour les articles homonymes, voir N28 et Route nationale 28.
La route nationale 28, ou RN 28, est une route nationale française qui reliait Rouen à Bergues.
Une grande partie de l'axe a été déclassée en route départementale 928. Il ne subsiste plus, en 2022, que la voie rapide reliant le pont Mathilde (à Rouen) à l'autoroute A28.

## Tracé

### De Rouen à Abbeville
Les communes traversées sont :
- Rouen (km 0) ;
- Bois-Guillaume (km 3) ;
- Isneauville (km 7) ;
- Quincampoix (km 11) ;
- Vert Galant, commune de Saint-André-sur-Cailly ;
- Saint-Martin-Osmonville ;
- Les Hayons, commune d'Esclavelles (km 38) ;
- Neufchâtel-en-Bray (km 43) ;
- Ménonval ;
- Vatierville ;
- Callengeville (km 56) ;
- Foucarmont (km 62) ;
- Blangy-sur-Bresle (km 73) ;
- Bouttencourt ;
- Vert Bocage, commune de Bouillancourt-en-Séry ;
- Le Translay ;
- Martainneville ;
- Saint-Maxent (km 85) ;
- Huppy ;
- Les Croisettes, commune de Béhen ;
- Villers-sur-Mareuil, commune d'Huchenneville ;
- Mareuil-Caubert ;
- Abbeville (km 99).

### D'Abbeville à Bergues
Les communes traversées sont :
- Le Plessiel, commune de Drucat ;
- Canchy (contournée) ;
- Froyelles ;
- Fontaine-sur-Maye (km 118) ;
- La Cabane Bambou, commune de Brailly-Cornehotte ;
- Le Boisle ;
- Labroye (km 124) ;
- Regnauville ;
- Hesdin (km 136) ;
- Huby-Saint-Leu ;
- Azincourt (km 149) ;
- Ruisseauville ;
- Fruges (km 154) ;
- Fauquembergues (km 165) ;
- Avroult ;
- Cléty ;
- Bientques, commune de Pihem ;
- Noircornet, commune de Hallines ;
- Wizernes ;
- Longuenesse ;
- Saint-Omer (km 186) ;
- Saint-Momelin ;
- Lederzeele ;
- Broxeele ;
- Bollezeele ;
- Zegerscappel ;
- Bissezeele ;
- Socx ;
- Bergues (km 216).

## Voie express
- Rappel Traversée de Rouen. L'autoroute A28 devient la Route Nationale 28.
- Bois-Guillaume (RD 1043) (Trois-quarts d'échangeur, sens Rouen-A28 et vers Rouen) : Bois-Guillaume, Mont-Saint-Aignan, Maromme
  -  Portion urbaine de Rouen.
- Le Chapitre (RD 43) : Saint-Martin-du-Vivier, Bihorel, Rouen - Les Hauts
- Darnétal (RD 43) : Darnétal
  -  Traversée du Tunnel de la Grand'Mare et portion d'agglomération de Rouen.
  - Tunnel de la Grand'Mare
- Grand'Mare (RD 43A) : Rouen - Les Hauts, Rouen - Quartier de Grieu
- Deux Rivières (RN 31) : Beauvais, Darnétal, Gournay-en-Bray, Rouen - Mont Gargan, Rouen - Quartier de Grieu, ZA des Deux Rivières
- Boulevard Gambetta (RD 928) : Rouen - Gare, Bois-Guillaume, Mont-Saint-Aignan, CHU Ch. Nicolle, Gare SNCF
- Saint-Paul (RD 6015) : A150, Cergy-Pontoise, Vernon-Évreux, Bonsecours, Rouen - Boos, Rouen - centre
  - Pont Mathilde sur  la Seine.
  -   Entrée dans l'agglomération de Rouen
- Échangeur entre RN 28, Boulevard de l'Europe, RD 18E Quai Jacques Anquetil et RD 18E-Avenue du Grand Cours :
  - Boulevard de l'Europe : Sotteville, Rouen - Saint Sever
  - RD 18E Quai Jacques Anquetil : Quai Rive Gauche, Rouen - Centre
  - RD 18E Avenue du Grand Cours :  A13,  A150,  Le Mans,  Caen,  Elbeuf, Saint-Étienne-du-Rouvray, Zone Portuaire, ZI Est
- La N28 entre dans Rouen et devient le boulevard de l'Europe. Ce boulevard traverse le sud de Rouen et rejoint l'A150 par le Pont Gustave Flaubert et la route nationale 338, qui sert de rocade sud pour rejoindre l'A13.